# Sunderland (Massachusetts)
Pour les articles homonymes, voir Sunderland (homonymie).
Sunderland est une ville du comté de Franklin dans l’État du Massachusetts.
Elle a été incorporée en 1718.
Sa population était de 3 663 habitants en 2020.